# بالگردگاه پیپ براس اینک
 بالگردگاه پیپ براس اینک (به انگلیسی: Pape' Bros. Inc. Heliport) یک فرودگاه خصوصی است . این فرودگاه در کشور ایالات متحده آمریکا قرار دارد و در ارتفاع ۱۱۸ متری از سطح دریا واقع شده است.